# 比利亚马卢尔
比利亚马卢尔，是西班牙瓦伦西亚自治区卡斯特利翁省的一个市镇。总面积20平方公里，总人口108人（2001年），人口密度5人/平方公里。